# Acugamasus cursor
Acugamasus cursor är en spindeldjursart som beskrevs av Lee 1970. Acugamasus cursor ingår i släktet Acugamasus och familjen Ologamasidae. Inga underarter finns listade i Catalogue of Life.